# Bataille de Kollaa
Guerre d'Hiver
Batailles
- Tolvajärvi
- Suomussalmi
- Taipale
- Route de Raatte
- Honkaniemi
- Kollaa
- Salla

La bataille de Kollaa a opposé entre le 7 décembre 1939 et le 13 mars 1940 la Finlande à l'Union soviétique lors de la guerre d'Hiver.

## Déroulement de la bataille

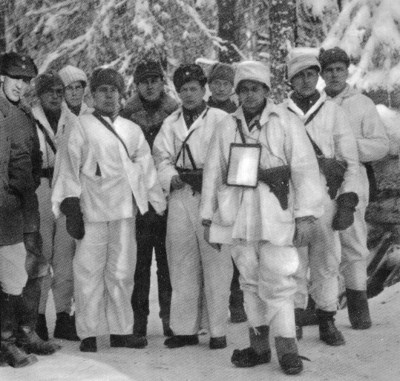
L'État-major finlandais lors de la bataille.

Bien que la Finlande dispose de beaucoup moins de troupes que les Soviétiques, ses forces (12e division) parviennent à repousser l'Armée rouge, les Soviétiques ayant reçu pour objectif de capturer les axes routiers. La zone de Kollaa disposait en effet de très peu de routes, toutes gardés par des troupes finlandaises. Par ailleurs, les Soviétiques n'étaient pas en mesure de se battre sans skis.
Kollaa est souvent considéré comme ayant été l'un des endroits les plus difficiles à défendre au cours de la guerre d'Hiver : l'Armée rouge a tiré près de 40 000 obus d'artillerie sur les lignes finlandaises en une seule journée alors que l'artillerie finlandaise n'a pu en tirer que 1 000 au mieux sur la même durée.
Bien que subissant de lourdes pertes, la 12e division finlandaise parvient à repousser l'Armée rouge et la bataille continue jusqu'au 12 mars 1940. L'Armée rouge réussit plusieurs fois à pénétrer dans les lignes finlandaises, poussant ainsi les Finlandais hors de leurs positions, mais ceux-ci contre-attaquent systématiquement pour rétablir l'intégrité de leurs lignes.
La défense finlandaise est sur le point de s'effondrer en mars 1940, les Soviétiques réussissant à percer leurs lignes sur 0,5 à 1,5 km. Par conséquent le commandant finlandais de la 12e division ordonne l'abandon de la défense de Kollaa ; mais comme les nouvelles en provenance du secteur affirment alors que la situation n'est « pas encore aussi alarmante que ça », le commandant estime préférable de préparer une contre-attaque.
Les négociations prennent enfin le 13 mars 1940 entre la Finlande et l'URSS. L'ordre de contre-attaque est annulé et les hommes reçoivent l'ordre de tenir leurs positions actuelles jusqu'à la fin des hostilités.

## Anecdotes
- Le célèbre sniper finlandais Simo Häyhä, alias « la Mort blanche », s'illustra lors de cette bataille.

## Romans
- Les Guerriers de l'hiver (2024), d'Olivier Norek[1].